# Andreï Grigorievitch Kravtchenko
Pour les articles homonymes, voir Andreï Kravtchenko.
Andreï Grigorievitch Kravtchenko (russe : Андре́й Григо́рьевич Кра́вченко), né le 30 novembre 1899 à Soulimivtsi dans l'Empire russe et décédé le 18 octobre 1963 à Moscou en URSS, est un militaire soviétique, commandant de plusieurs unités de chars de l'Armée rouge tout au long de la Seconde Guerre mondiale et titré à deux reprises héros de l'Union soviétique.

## Biographie
Kravtchenko naît dans une famille d'agriculteurs d’origine ukrainienne du village de Soulimivtsi près de Poltava, en Ukraine. Il prend part à la guerre civile russe et suit des études à l'Académie d'infanterie de Poltava (1923) et à l'Académie militaire Frounze. Il sert ensuite dans l'infanterie et enseigne à l'école de guerre blindée de Saratov. À partir de 1939, il est affecté au district militaire de la Volga en tant que chef d'état-major de la 61e division de fusiliers. Kravtchenko combat pendant la guerre d'Hiver en tant que chef d'état-major de la 173e division motorisée. En 1940, Kravchenko est nommé chef d'état-major de la 16e division blindée et plus tard du 18e corps mécanisé.
Kravtchenko commande ensuite le 2e corps blindé, le 4e corps mécanisé (ru), le 5e corps blindé de la Garde et la 6e armée de chars de la Garde pendant la Seconde Guerre mondiale. Il combat dans la bataille de Moscou, la bataille de Stalingrad, la bataille de Koursk, la bataille de Prokhorovka, la bataille du Dniepr, l'offensive Korsoun-Shevchenkovsky, l'offensive Ouman-Botoșani, la seconde offensive de Jassy-Kichinev, l'offensive de Vienne et l'offensive Bratislava-Brno. Après la capitulation allemande, la 6e armée de chars de la Garde de Kravchenko est transférée en Extrême-Orient et combat lors de l'invasion soviétique de la Mandchourie dans le cadre du front de Transbaïkalie.
Kravtchenko est diplômé des cours universitaires supérieurs de l'Académie militaire de l'état-major en 1949. Il commande ensuite les forces blindées et est commandant du district militaire d'Extrême-Orient à partir de 1954. Kravtchenko prend sa retraite de l'armée en 1955 et est député au Soviet suprême. Décédé le 18 octobre 1963, il repose depuis cette date au cimetière de Novodievitchi à Moscou.
Un buste en bronze lui rendant hommage est installé dans son ancienne résidence à Soumy.